# (4692) SIMBAD
(4692) SIMBAD és un asteroide pertanyent al cinturó d'asteroides, descobert el 4 de novembre de 1983 per Brian A. Skiff des de l'Estació Anderson Mesa (comtat de Coconino, prop de Flagstaff, Arizona, Estats Units).
Inicialment va ser designat com 1983 VM7. Va ser anomenat SIMBAD en homenatge a tot el personal del Centre de Dades astronòmiques d'Estrasburg pel seu esforç a mantenir la base de dades estel·lar SIMBAD.
SIMBAD està situat a una distància mitjana del Sol de 2,255 ua, i pot allunyar-se'n fins a 2,591 ua i acostar-s'hi fins a 1,920 ua. La seva excentricitat és 0,148 i la inclinació orbital 3,702 graus. Triga 1237 dies a completar una òrbita al voltant del Sol.
La magnitud absoluta de SIMBAD és 13,4. Té 4,862 km de diàmetre i té una albedo estimada de 0,358.